# Ligne de tramway 406
La ligne 406 est une ancienne ligne de tramway du Groupe de Tournai de la Société nationale des chemins de fer vicinaux (SNCV) qui a fonctionné entre le 28 octobre 1923 et le 16 mai 1953.

## Histoire

### Tournai Station-État - Pecq Place
La ligne est mise en service le 28 octobre 1923 en traction vapeur entre la gare de Tournai et Pecq Village où elle donne correspondance à la ligne 372 venant de Courtrai (nouvelle section Tournai Faubourg de Maire - Pecq Village, capital 95). L'exploitation est assurée par la Société nationale des chemins de fer vicinaux (SNCV),.

### Tournai Station-État - Courtrai Station-État (Doorniksewijk)
Vers 1926 la ligne 372 Courtrai - Pecq est fusionnée avec la ligne 406, celle-ci étant prolongée jusqu'à la gare de Courtrai (Doorniksewijk)[réf. nécessaire].
Le 15 mai 1936, la traction vapeur est remplacée par des autorails.
En mai 1940, la destruction du pont sur l'Escaut à Pecq entraine la fermeture à tout-trafic de la section Pecq Village - Gare, celle-ci n'était utilisée que pour le trafic fret et pour l'accès au dépôt de Pecq.
En 1952, avec la suppression des lignes électriques et de la ligne 399, les voies aboutissant à la gare de Tournai sont modifiées, celles sur le boulevard des Nerviens et des Déportés sont supprimées. La ligne 406 est déviée depuis le pont Delwart par le boulevard Delwart jusqu'au Viaduc d'où avec la ligne 402, elles empruntent une nouvelle section sur l'avenue Leray jusqu'à la gare. La ligne 420 est déviée depuis le boulevard des Combattants par une nouvelle section sur les avenues du Commandant Delahaye et Van Cutsem jusqu'à la gare. La boucle de la gare est conservée mais le terminus est déplacé le long du parc Combez,.

### Suppression
La ligne est supprimée le 16 mai 1953, elle est remplacée par une ligne d'autobus sous l'indice 2. Ses voies restent néanmoins utilisées pour le trafic fret jusqu'au 22 octobre 1954 pour la section Tournai Gare - Pecq Village fermée alors à tout trafic et jusqu'au 29 septembre 1955 entre Pecq Village et Bellegem Kruisstraat, fermée également à tout trafic,,,.

## Infrastructure

### Dépôts et stations
Courtrai Doorniksewijk (gare), Pecq (gare).
Autres dépôts utilisés par la ligne situés sur le reste du réseau ou des lignes connexes : Tournai.

## Exploitation

### Horaires
Tableaux :
- 406 en 1931[7].
- 670 en 1950[8].